# Kristiansand
|  | No s'ha de confondre amb Kristiansund. |

Kristiansand ( ? i  escolteu-ne la pronunciació en noruec) és una ciutat i municipi, capital del comtat d'Agder, Noruega. És el sisè municipi més gran de Noruega, amb una població de 88.447 habitants l'1 de gener de 2016.
Kristiansand està connectada amb quatre vies principals: la ruta europea E18 que la connecta amb Oslo, la ruta europea E39 que la connecta amb Stavanger, i les Carreteres Nacionals Noruegues 9 i 41, que la connecten amb les poblacions circumdants i l'aeroport de Kristiansand-Kjevik, a 16 km de Kristiansand.
El turisme és l'activitat econòmica més important de Kristiansand, sobretot a la temporada d'estiu. El Parc zoològic de Kristiansand és el zoològic més gran de Noruega, i rep més de 900.000 visitants cada any. La ciutat és molt comercial i compta amb un important carrer principal de vianants, el Markens Street, així com amb diverses platges i càmpings molt coneguts. La ciutat acull un concert gratuït al centre de Kristiansand un cop cada setmana a l'estiu. Als afores de la ciutat s'hi troba el centre comercial més gran de Noruega, el Sørlandssenteret.

## Etimologia

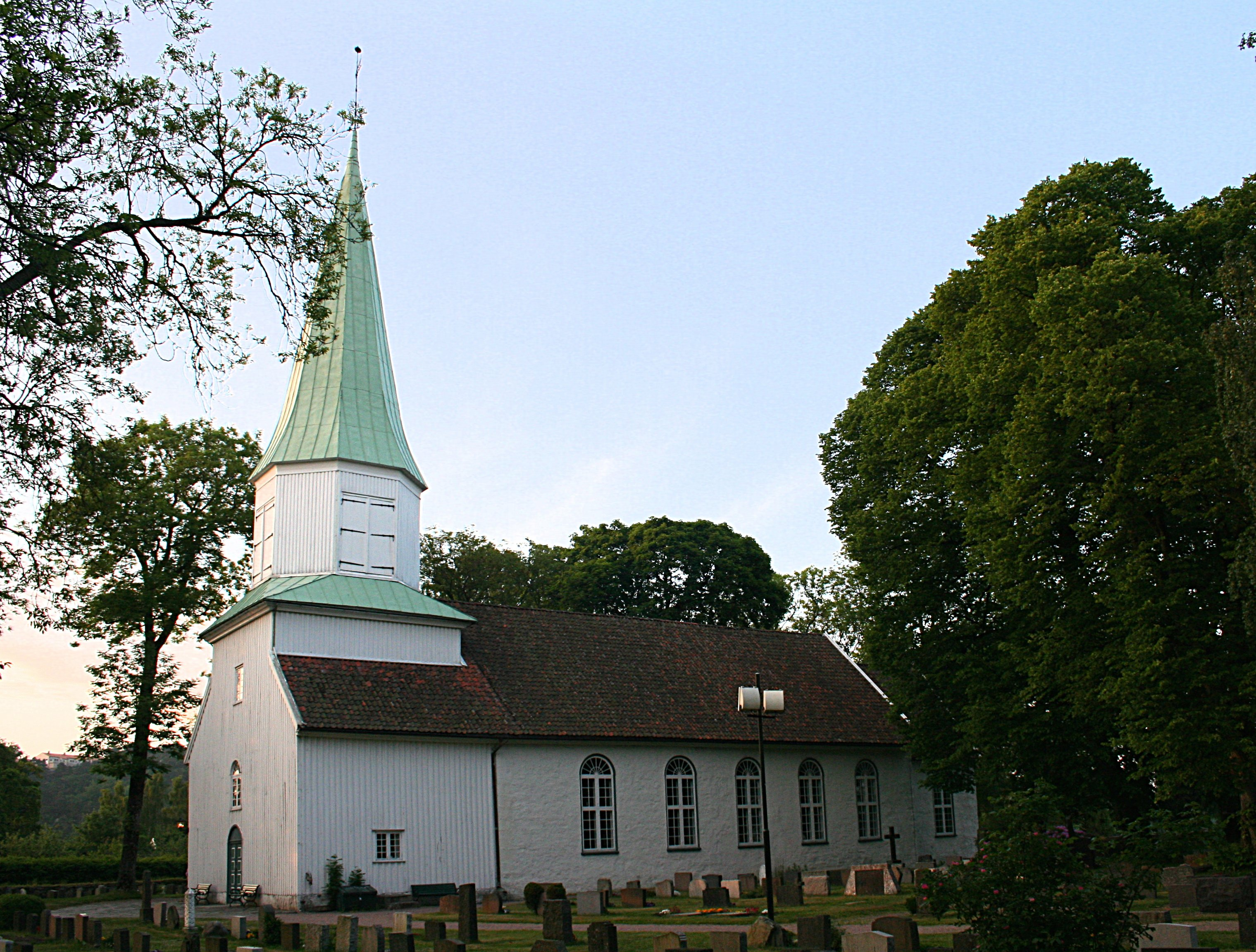
L'església d'Oddernes, erigida al voltant del 1040.

La ciutat es diu així pel rei Cristià IV, que la va fundar el 5 de juliol de 1641. El segon element, sand, es refereix al promontori de sorra, ja que la ciutat va ser construïda sobre sorra (vegeu també Lillesand).
El nom es va escriure Christianssand fins al 1877. Aquell any, una reforma de l'ortografia oficial per tal de fer que els noms de les ciutats fossin "més noruecs" va canviar el nom de la ciutat a Kristianssand. Kristiansund i Kristiania, avui Oslo, van haver de canviar de "ch" a "k" sota la mateixa reforma. Tot i això, una sèrie d'empreses i associacions van mantenir la grafia "Ch". El nom va ser canviat de nou a la seva forma actual, Kristiansand (amb una sola "s"), el 1889.
El 2012, l'alcalde de la ciutat, Arvid Grundekjøn, va proposar que la ciutat es reanomenés Christianssand, argumentant que "Kristiansand" gramaticalment no té sentit i que Christianssand és sinònim de tradició. Això no va ser molt ben acceptat pels habitants i l'alcalde no ha tirat endavant la proposta.

## Història

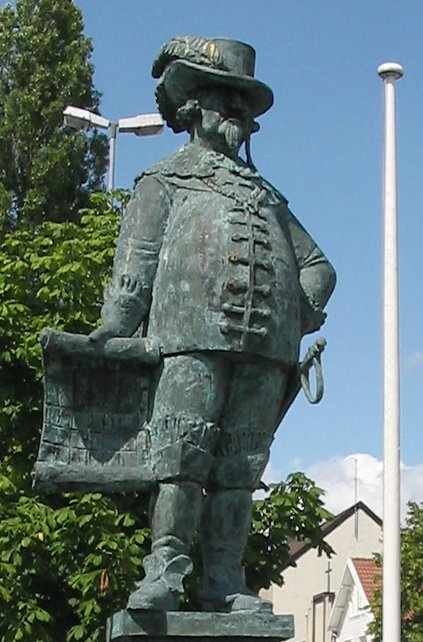
Estàtua de Cristià IV, fundador de la ciutat.

L'àrea del municipi de Kristiansand ha estat habitada des de temps immemorials. El 1996, al veí municipi de Søgne s'hi va descobrir un esquelet ben conservat d'una dona del 6500 aC, el qual demostra el poblament antic de la regió. Als afores de la ciutat de Kristiansand hi ha les restes de Grauthelleren, un indret habitat durant l'Edat de Pedra.
A l'est de la ciutat s'hi troba el que va ser la localitat d'Oddernes (fins a 1964 un municipi independent), amb l'església del mateix nom, erigida al segle xi. Aquesta zona és d'importància arqueològica, puix que a l'orient de l'església hi ha evidències d'un poblat rural del voltant del segle i. Al costat de l'església hi ha túmuls funeraris del segle v, i el 1907 es van trobar rastres de 25 forns de terra que podrien ser més antics. Al sud i a l'oest del temple va haver-hi un dels cementiris precristians més grans de tota la regió de Sørlandet. Es creu que la zona va ser residència de reis vikings abans del segle ix, i hauria estat un centre de culte de la religió nòrdica antiga.
L'església d'Oddernes seria el temple d'un nucli cristià que podria haver tingut una població relativament gran abans de l'arribada de la pesta negra a Noruega.
Als segles xiv i xv hi havia un petit caseriu amb port a la desembocadura del riu Otra, on avui s'assenta Kristiansand. Prop d'aquí, a l'illa Flekkerøy, hi havia un altre petit port que, donada la seva importància estratègica a l'Skagerrak, va ser fortificat el 1555 pel rei Cristià III, i el 1635 el noble danès Palle Rosenkrantz va rebre l'ordre de construir a l'illa un domini reial.

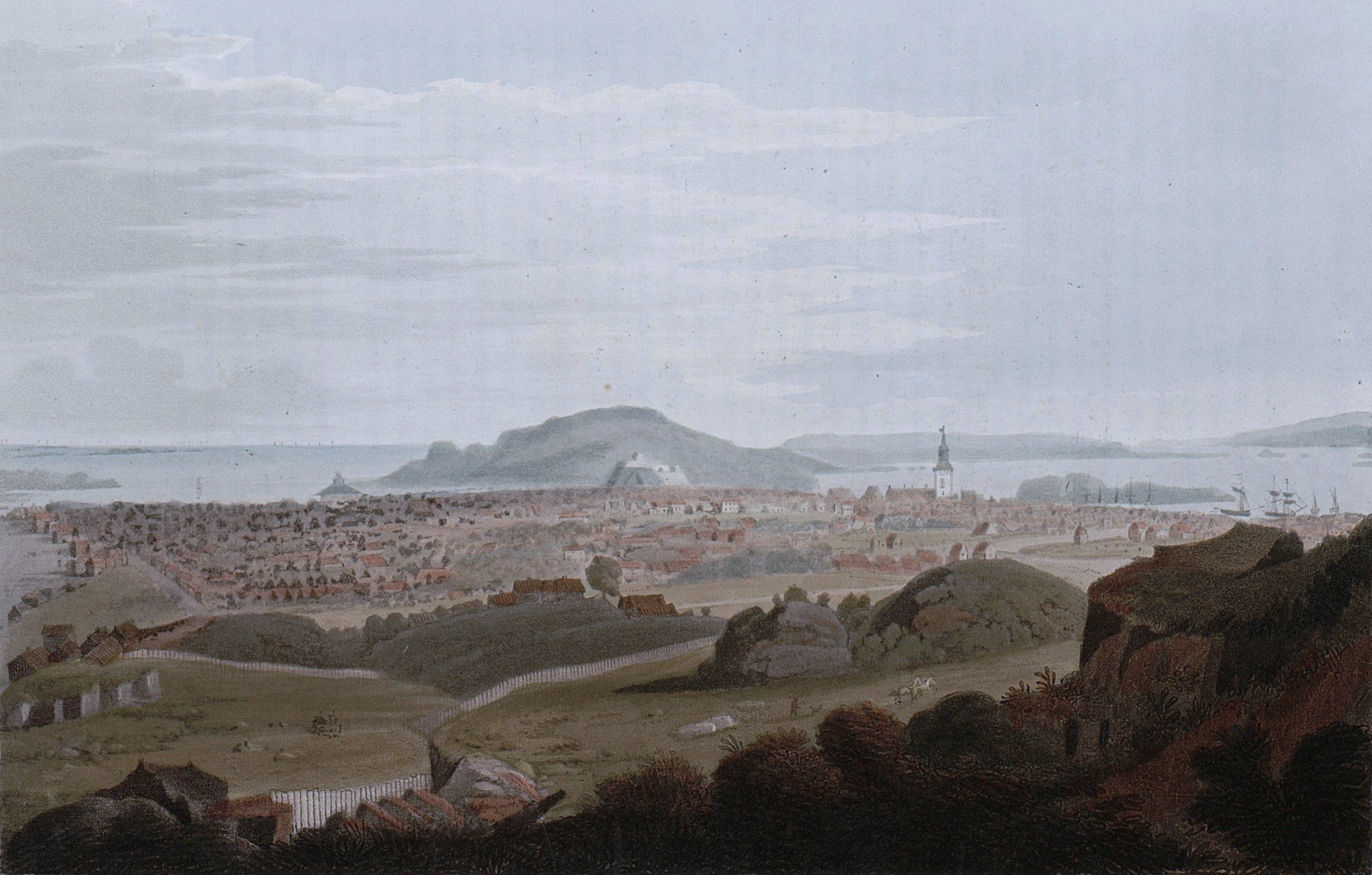
Kristiansand l'estiu del 1800, pintat per J. W. Edy.

Cristià IV va visitar la zona el 1630 i el 1635, i el 5 de juliol de 1641 va fundar formalment la ciutat de Christianssand al marge dret del riu Otra. El nom de la nova ciutat feia referència a la riba sorrenca del riu, i tenia com a objectiu fonamental la defensa dels interessos dano-noruecs a l'Skagerrak.
La ciutat va seguir un disseny renaixentista, amb un traçat de carrers a engraellat, i es va donar l'ordre de poblar amb comerciants de tot el comtat d'Agder, que van rebre diversos privilegis comercials i exempció de pagament d'impostos durant 10 anys. El 1666 es va establir una guarnició, i el 1682 el rei va decidir traslladar a Kristiansand la seu episcopal de Stavanger, canviant-se el nom a diòcesi de Kristiansand.
El 1734 va sobrevenir el primer incendi a la ciutat, d'efectes devastadors. A la segona meitat del segle xviii la construcció naval a la ciutat va créixer acceleradament. L'auge navilier va durar fins a les Guerres Napoleòniques, quan el bloqueig continental i la guerra al mar van resultar un cop dur per al comerç. Dinamarca-Noruega va donar suport a França, i ambdós regnes van estar exposats als despietats atacs britànics. A la dècada del 1830 l'economia va començar a recuperar-se i el creixement de la indústria naviliera noruega va ser important per Kristiansand.

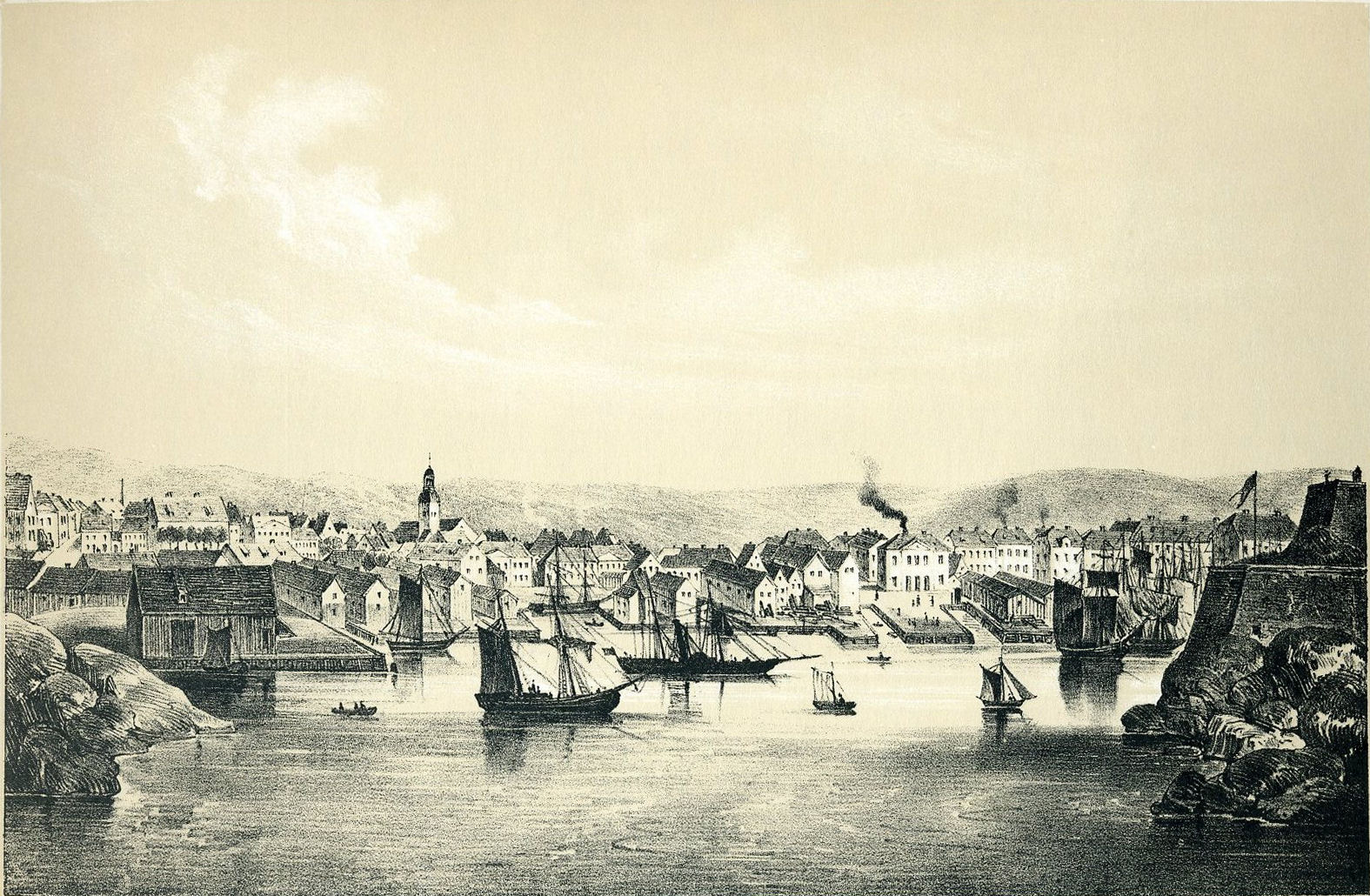
Litografia de Kristiansand abans del gran incendi del 1892.

El 1881 es va fundar un asil per a malalts mentals, la segona institució central d'aquest tipus a Noruega després d'Oslo. L'hospital va portar població especialitzada a la ciutat, i va representar una important font d'ocupació per a les dones.
L'últim gran incendi va ocórrer el 1892, quan la meitat del centre de la ciutat, com ara la catedral, va ser reduïda a cendres. Després d'aquest incendi tota la ciutat va quedar reconstruïda en maçoneria.
Amb la construcció de centrals hidroelèctriques a la regió de Sørlandet, la indústria va arribar a Kristiansand, especialment amb la fundació el 1910 d'una refineria de níquel. La Primera Guerra Mundial va ser, econòmicament parlant, un període important per Kristiansand, que va servir com a port neutral. En ser una ciutat comercial, igualment es va veure beneficiada durant les crisis del període d'entreguerres.

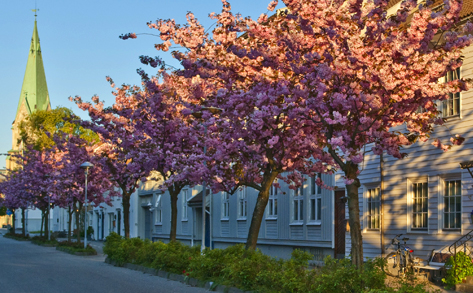
El carrer Posebyen de Kristiansand forma la seqüència més llarga d'edificis de fusta units de l'Europa del Nord.

A la Segona Guerra Mundial, Kristiansand va ser atacada per la marina alemanya el 9 d'abril de 1940 i va ser ocupada per una força de 800 homes.

### Escut d'armes
L'escut d'armes de Kristiansand se'ls va concedir el 8 de desembre 1909 i es basa en el segell més antic de la ciutat, que data del 1643. En 1643 el rei Cristià IV concedeix als joves de la ciutat el dret a utilitzar un segell amb el lleó de Noruega i la corona reial. La corona indica que la ciutat va ser fundada pel rei. L'altre element important a l'escut és un arbre. Com no s'especifica l'espècie d'arbre, hi ha diverses versions conegudes amb arbres de diferents formes. Un segon segell, de 1658, mostra un arbre amb fulles i el que semblen ser pinyes. Sobre la base de la corona hi ha les lletres R. F. P., Regna Firma Pietas, "La pietat enforteix el regne"; aquest va ser el lema de Cristià IV. Al voltant del segell de la ciutat hi ha el seu lema, Cavsa Triumphat Tandem Bona, "Una bona causa preval en el final".

## Geografia

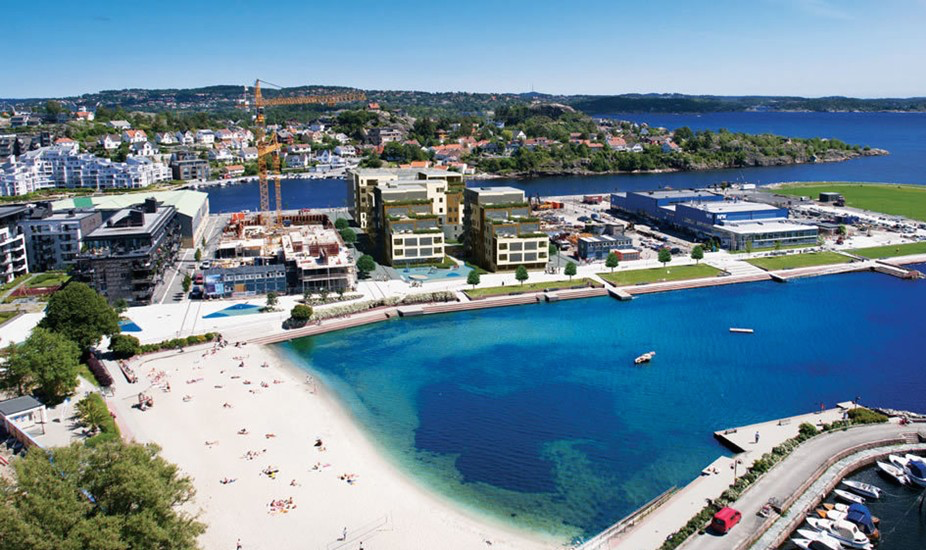
Imatge aèria de Bystranda, el barri més turístic de la ciutat que engloba la majoria de platges i hotels.

Kristiansand està situat a l'Skagerrak, i fins a l'obertura del canal de Kiel, entre el Mar del Nord i el Bàltic era molt important militar i políticament. Això va significar que durant segles servís com una fortalesa militar, primer com a residència reial de Harald I, i a continuació, com una fortalesa danesa-noruega, i més endavant com a ciutat de guarnició. Kristiansand és una porta d'entrada cap i des del continent, amb servei de ferri a Dinamarca i un terminal de la línia de ferrocarril al llarg de la vora sud de Noruega del Sud.

### Clima

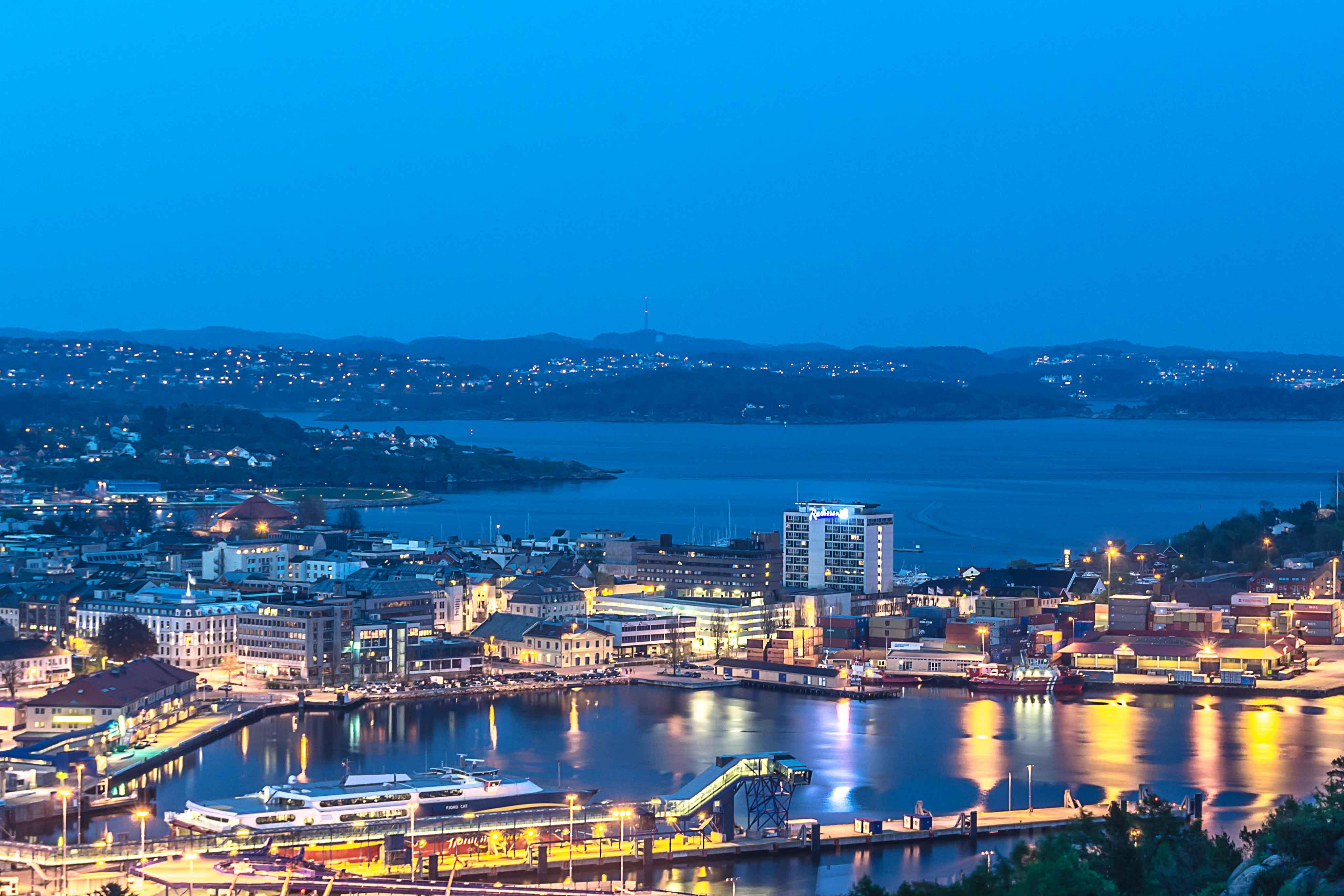
Vista nocturna de la ciutat.

La ciutat de Kristiansand, situada a la costa de l'Skagerrak, té un clima temperat, amb estius càlids i hiverns freds. La neu es troba en general de mitjan desembre fins al febrer. Els gruixos són destacats, però hi ha molta diferència entre l'interior i la costa de la ciutat (el registre de neu a l'aeroport de Kjevik és de 170 centímetres, mentre que al port és de 20). El Corrent del Golf proporciona l'escalfament local a través dels corrents superficials al llarg de la rasa de Noruega.
A l'estiu la majoria de la gent va a Fiskebrygga, l'arxipèlag enfront de la ciutat, i a la platja de Hamresanden, que està situada a uns 10 minuts del centre de la ciutat prop de l'aeroport de Kjevik. La gent de Dinamarca, Suècia, Alemanya, Regne Unit i altres països europeus també visiten aquesta platja a l'estiu durant els seus viatges.
El clima a la ciutat és més calent que a la majoria dels altres llocs a la mateixa latitud, però amb estius més frescos que més a l'est, als països escandinaus. El seu classificat és de clima oceànic, amb una influència significativa del tipus de clima continental a causa de les seves nits d'hivern. La temperatura mitjana anual oscil·la al voltant de 7 °C. A l'hivern, la temperatura poques vegades baixa sota els -10 °C, però en general passa 2-3 vegades l'any. La temperatura mitjana al mes més fred, el gener, oscil·la entre els -3 °C i els 2 °C. Però les temperatures han tendit a ser més altes els últims anys. I el mes més calorós és el juliol, en què la temperatura mitjana diària oscil·la entre els 10 °C i els 21 °C. La temperatura més alta mai registrada a Kristiansand va ser de 32,6 °C a l'aeroport de Kristiansand, Kjevik. La temperatura poques vegades arriba als 30 C, però la majoria dels dies de juliol arriba a 22 °C o més. La precipitació anual a Kristiansand és de 1.380 mm. La temperatura mitjana més alta de Kristiansand al juliol es va establir el 2014, on hi havia una temperatura mitjana de 19,2 °C.
| Dades climàtiques a Kristiansand   | Dades climàtiques a Kristiansand | Dades climàtiques a Kristiansand | Dades climàtiques a Kristiansand | Dades climàtiques a Kristiansand | Dades climàtiques a Kristiansand | Dades climàtiques a Kristiansand | Dades climàtiques a Kristiansand | Dades climàtiques a Kristiansand | Dades climàtiques a Kristiansand | Dades climàtiques a Kristiansand | Dades climàtiques a Kristiansand | Dades climàtiques a Kristiansand | Dades climàtiques a Kristiansand |
| Mes                                | gen                              | febr                             | març                             | abr                              | maig                             | juny                             | jul                              | ag                               | set                              | oct                              | nov                              | des                              | anual                            |
| ---------------------------------- | -------------------------------- | -------------------------------- | -------------------------------- | -------------------------------- | -------------------------------- | -------------------------------- | -------------------------------- | -------------------------------- | -------------------------------- | -------------------------------- | -------------------------------- | -------------------------------- | -------------------------------- |
| Màxima rècord °C (°F)              | 13.9 (57)                        | 15.8 (60.4)                      | 21.9 (71.4)                      | 23.7 (74.7)                      | 27.7 (81.9)                      | 30.4 (86.7)                      | 32.0 (89.6)                      | 34.2 (93.6)                      | 28.0 (82.4)                      | 22.4 (72.3)                      | 15.5 (59.9)                      | 13.6 (56.5)                      | 34.2 (93.6)                      |
| Màxima mitjana °C (°F)             | 1.3 (34.3)                       | 1.9 (35.4)                       | 4.4 (39.9)                       | 8.9 (48)                         | 14.3 (57.7)                      | 18.6 (65.5)                      | 20.1 (68.2)                      | 19.3 (66.7)                      | 15.6 (60.1)                      | 11.4 (52.5)                      | 6.2 (43.2)                       | 3.0 (37.4)                       | 10.4 (50.7)                      |
| Mínima mitjana °C (°F)             | −4.8 (23.4)                      | −5.1 (22.8)                      | −2.2 (28)                        | 0.7 (33.3)                       | 5.6 (42.1)                       | 9.4 (48.9)                       | 11.1 (52)                        | 10.4 (50.7)                      | 7.8 (46)                         | 4.7 (40.5)                       | 0.2 (32.4)                       | −3.4 (25.9)                      | 2.9 (37.2)                       |
| Mínima rècord °C (°F)              | −25.0 (−13)                      | −27.3 (−17.1)                    | −18.5 (−1.3)                     | −14.3 (6.3)                      | −5.0 (23)                        | 2.0 (35.6)                       | 3.0 (37.4)                       | 2.5 (36.5)                       | −2.5 (27.5)                      | −5.0 (23)                        | −12.0 (10.4)                     | −19.0 (−2.2)                     | −27.3 (−17.1)                    |
| Precipitació mitjana mm (polzades) | 121 (4.76)                       | 80 (3.15)                        | 87 (3.43)                        | 59 (2.32)                        | 86 (3.39)                        | 75 (2.95)                        | 88 (3.46)                        | 118 (4.65)                       | 141 (5.55)                       | 164 (6.46)                       | 164 (6.46)                       | 116 (4.57)                       | 1.380 (54,33)                    |
| Neu mitjana cm (polzades)          | 15 (5.9)                         | 20 (7.9)                         | 5 (2)                            | 0 (0)                            | 0 (0)                            | 0 (0)                            | 0 (0)                            | 0 (0)                            | 0 (0)                            | 0 (0)                            | 0.5 (0.2)                        | 15 (5.9)                         | 50.5 (19.88)                     |
| Mitjana de dies de pluja           | 5                                | 2                                | 6                                | 8                                | 9                                | 9                                | 9                                | 11                               | 10                               | 15                               | 13                               | 7                                | 104                              |
| Mitjana de dies de neu             | 8                                | 8                                | 2                                | 0                                | 0                                | 0                                | 0                                | 0                                | 0                                | 0                                | 1                                | 6                                | 25                               |
| Font: The Weather Network          |                                  |                                  |                                  |                                  |                                  |                                  |                                  |                                  |                                  |                                  |                                  |                                  |                                  |

### Districtes

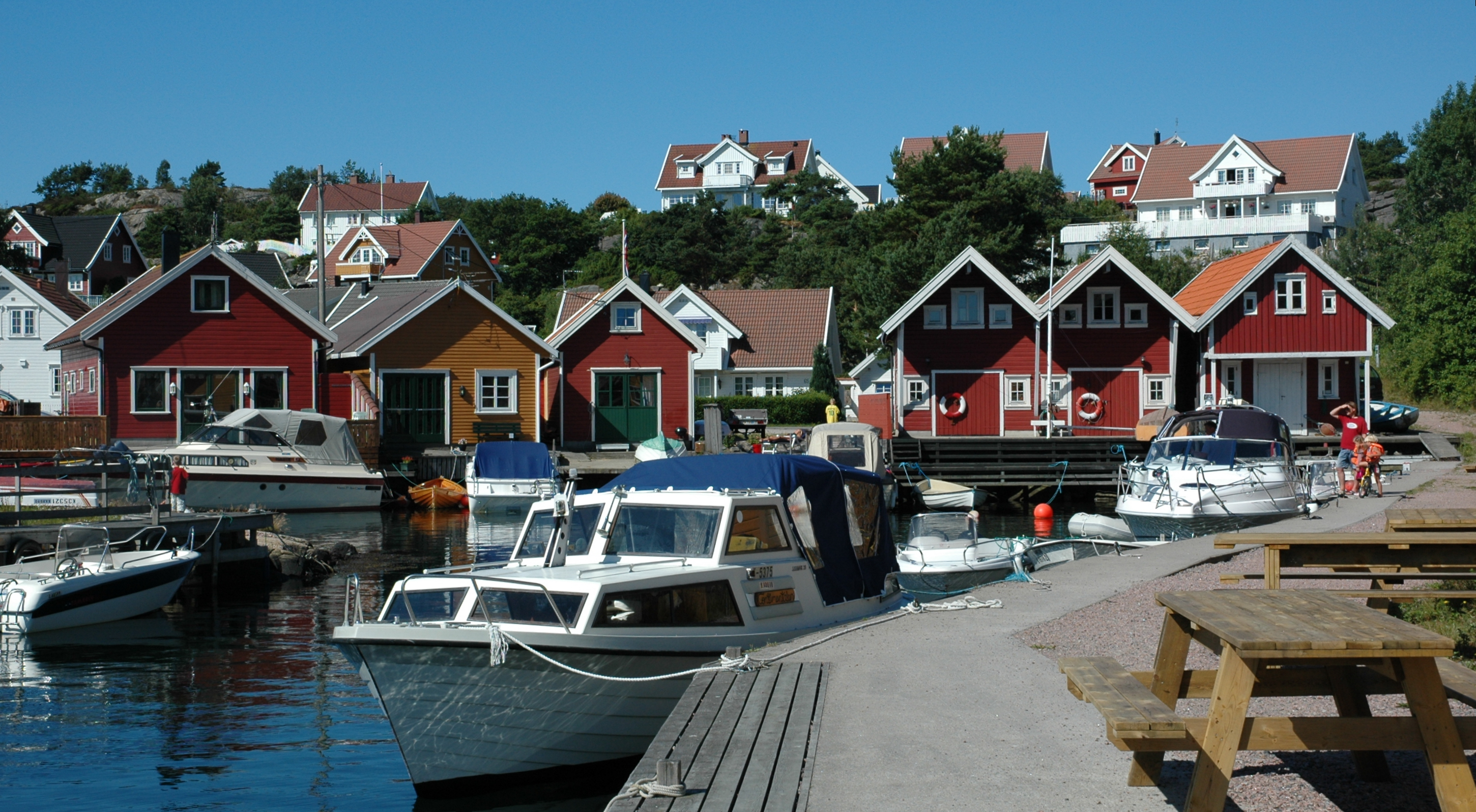
El port de Flekkerøy, un barri pescador de la ciutat.

La ciutat de Kristiansand està dividida en cinc districtes, els quals s'agrupen en una zona oriental i una d'occidental.
| Núm. | Districte   | Barres                                   | Població |
| ---- | ----------- | ---------------------------------------- | -------- |
| 1    | Vågsbygd    | Flekkerøy, Vågsbygd, Slettheia, Voiebyen | 36.281   |
| 2    | Grim        | Grim, Hellemyr, Mosby, Strai, Tinnheia   | 16.020   |
| 3    | Kvadraturen | Eg, Kvadraturen                          | 5.200    |
| 4    | Oddernes    | Gimlekollen, Justvik, Lund, Ålefjær      | 30.830   |
| 5    | Randesund   | Hånes, Randesund, Søm, Tveit             | 19.080   |
| -    | Oest        | Vågsbygd, Grim, Kvadraturen              | 57.501   |
| -    | Est         | Lund, Oddernes                           | 49.910   |

## Demografia
| Rang | Ascendència          | Nombre |
| ---- | -------------------- | ------ |
| 1    | Polònia              | 1,940  |
| 2    | Vietnam              | 1,890  |
| 3    | Iraq                 | 1,390  |
| 4    | Xile                 | 1,300  |
| 5    | Kosovo               | 1,280  |
| 6    | Dinamarca            | 1,160  |
| 7    | Somàlia              | 1,070  |
| 8    | Bòsnia i Hercegovina | 940    |
| 9    | Alemanya             | 880    |
| 10   | Afganistan           | 880    |
| 11   | Rússia               | 840    |
| 12   | Iran                 | 790    |
| 13   | Suècia               | 700    |
| 14   | Pakistan             | 550    |
| 15   | Eritrea              | 540    |

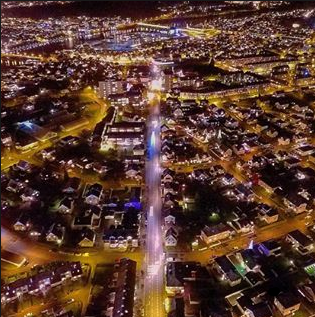
Kristiansand, amb 88.447 habitants, és el sisè municipi més poblat de Noruega i la cinquena ciutat més gran del país.

La ciutat planejada per Cristià IV el 1641 tenia lloc per a 15.000 o 20.000 persones, però va trigar gairebé 300 anys aconseguir aquesta xifra. El 14 de juliol de 1828 la localitat de Lund (llavors pertanyent al municipi d'Oddernes) amb 2,75 km² es va integrar a Kristiansand. Quaranta anys més tard, l'1 de gener de 1965 es van fusionar amb Kristiansand els municipis propers d'Oddernes, Randesund i Tveit. El municipi resultant va aconseguir llavors una xifra de 50.000 habitants.
L'Oficina Central d'Estadístiques de Noruega considera la ciutat de Kristiansand el centre d'una àrea urbana que inclou quatre localitats pertanyents al terme municipal de Kristiansand però estadísticament separades: Kristiansand pròpiament dita (59.681 habitants), Korsvik (16.385 habitants), Flekkerøy (3306 habitants), i Tveit (1347 habitants). La part sud del municipi de Vennesla també forma part de Kristiansand, amb 2.015 habitants.

## Política

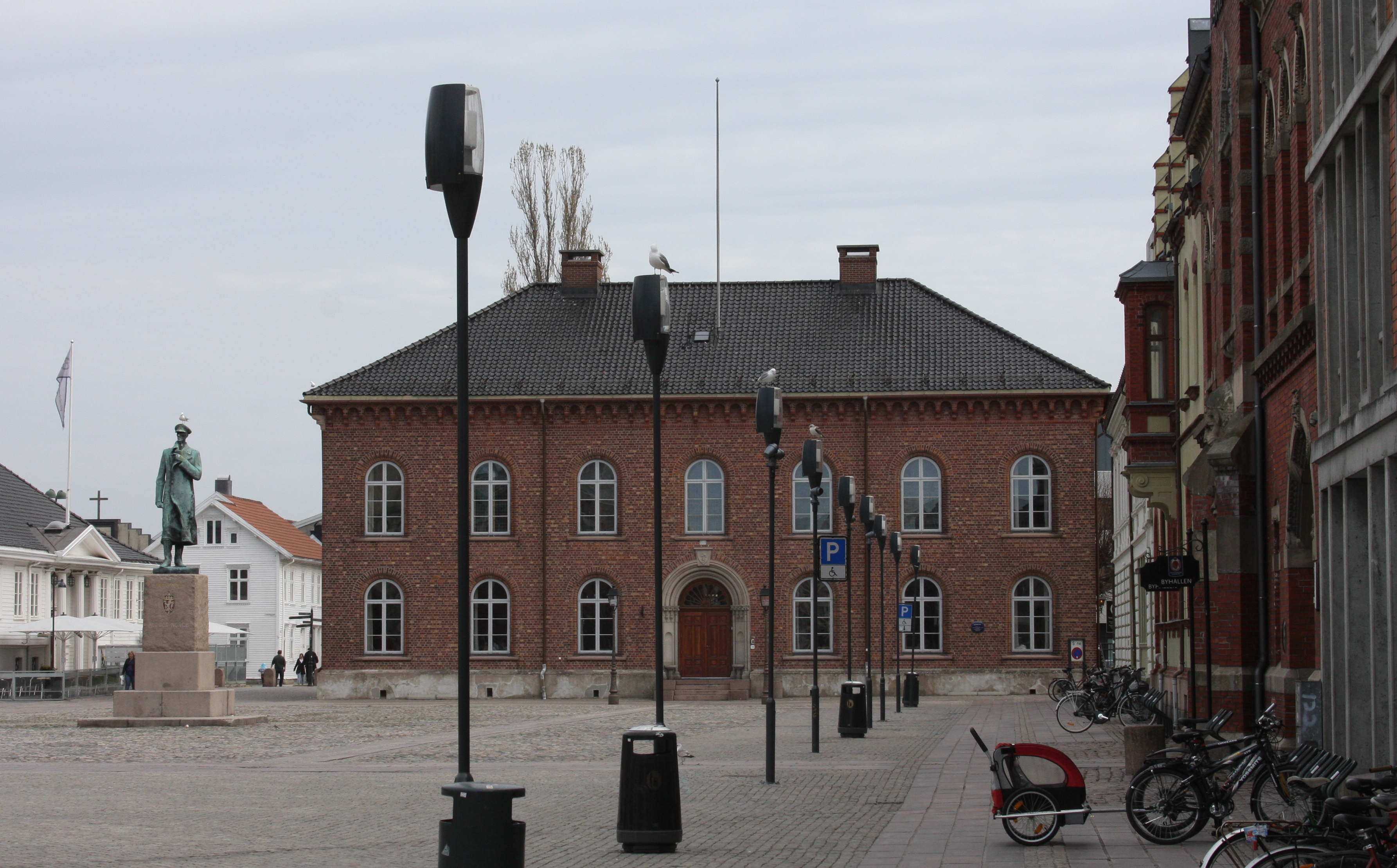
Vista de l'ajuntament de Kristriansand, amb l'estàtua de Cristià IV a l'esquerra de la foto.

L'ajuntament de Kristiansand està compost de 53 regidors electes democràticament cada quatre anys. D'aquests regidors 13 formen part de la taula directiva, entre ells es troba el president municipal. El càrrec de president en el període 2015-2019 és ocupat pel conservador Harald Furre, i el vicepresident és el demòcrata cristià Jørgen Kristiansen.
En els últims anys, Kristiansand ha tendit a votar preferentment per la dreta i la centredreta, representat pels partits Conservador, del Progrés i Demòcrata Cristià. Aquests tres partits van registrar en conjunt poc més del 54% de la votació de 2011. El Partit Laborista va ser el segon partit més votat per darrere del conservador, captant el 26,4% dels vots; però, els conservadors van aconseguir formar una coalició governant que va aconseguir 7 dels 13 membres de la taula directiva.
Des dels anys 1970 conservadors i demòcrates cristians han alternat l'alcaldia.
| Período   | Nom                       |
| --------- | ------------------------- |
| 1972-1975 | Einar Hansen (V)          |
| 1976-1977 | Harald Synnes (KrF)       |
| 1978-1991 | Paul Otto Johnsen (H)     |
| 1991-2003 | Bjørg Wallevik (H)        |
| 2003-2007 | Jan Oddvar Skisland (KrF) |
| 2007-2011 | Per Sigurd Sørensen (H)   |
| 2011-2015 | Arvid Grundekjøn (H)      |
| 2015-     | Harald Furre (H)          |

| Partit                       | Regidors | Membres de la mesa directiva |
| ---------------------------- | -------- | ---------------------------- |
| Partit Laborista             | 15       | 3                            |
| Partit Conservador           | 13       | 1                            |
| Partit Demòcrata Cristià     | 8        | 3                            |
| Partit del Progrés           | 4        | 1                            |
| Partit Verd                  | 3        | 1                            |
| Venstre                      | 3        | 1                            |
| Partit Demòcrata             | 2        | -                            |
| Partit Socialista d'Esquerra | 2        | 1                            |
| Partit dels Pensionistes     | 1        |                              |
| Partit Roig                  | 1        | -                            |
| Partit de Centre             | 1        | -                            |
| Total                        | 53       | 13                           |

## Cultura

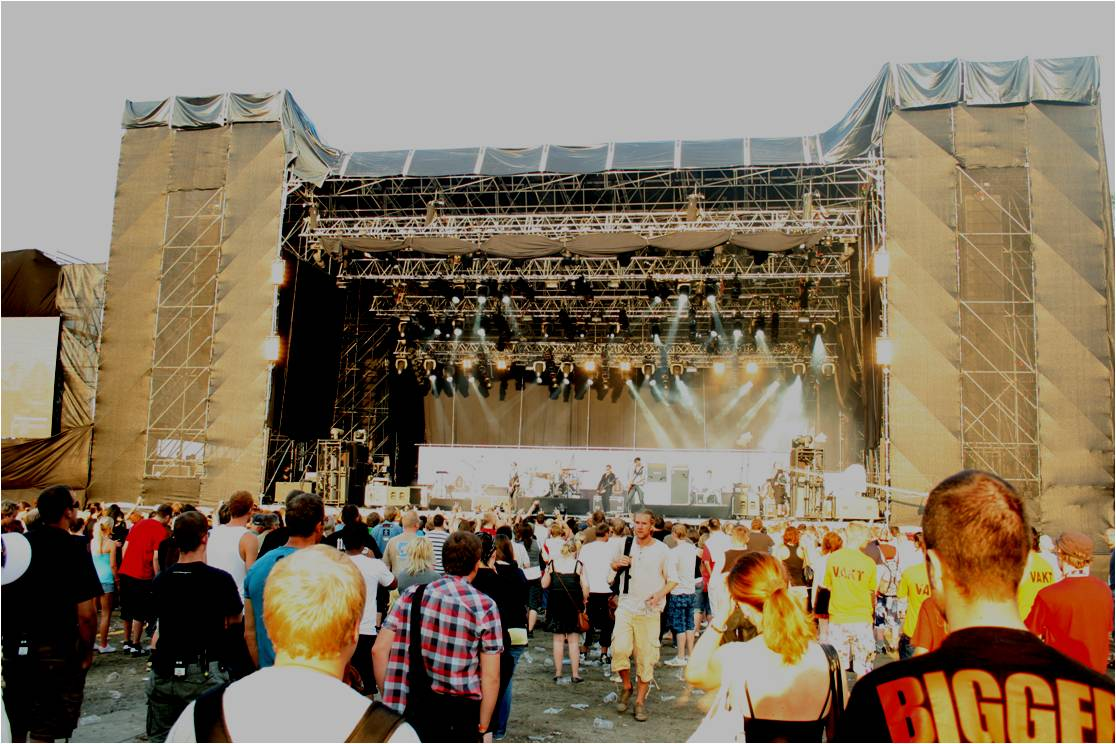
El festival Quart l'any 2009.

El Festival Quart, el festival musical més gran de Noruega, té lloc a Kristiansand a inicis de juliol des del 1991. S'estén durant cinc dies en grans escenaris de l'illa Odderøya, i en altres escenaris menors de la ciutat. El festival Quart atreu cada any a importants artistes internacionals, però també serveix de plataforma a estrelles emergents. Hi ha poques estrelles de la música noruega que no hagin passat prèviament pel Festival Quart. El 2007 el festival va tenir una forta competència del Festival de Hove, a Arendal, així com d'altres festivals a Oslo; el 2008 els organitzadors es van declarar en fallida i es va cancel·lar l'edició d'aquell any. El 2009 va tornar a ser celebrat.
Hi ha diversos festivals més al llarg de tot l'any. Un d'ells és el Protestfestival ("Festival de Protesta"), iniciat el 2000 i celebrat cada mes de setembre. El seu objectiu és fomentar l'interès i la participació en la política, així com la tolerància i la diversitat. Inclou esdeveniments musicals, literaris, cinema, conferències i debats entre grups amb diferents postures polítiques.

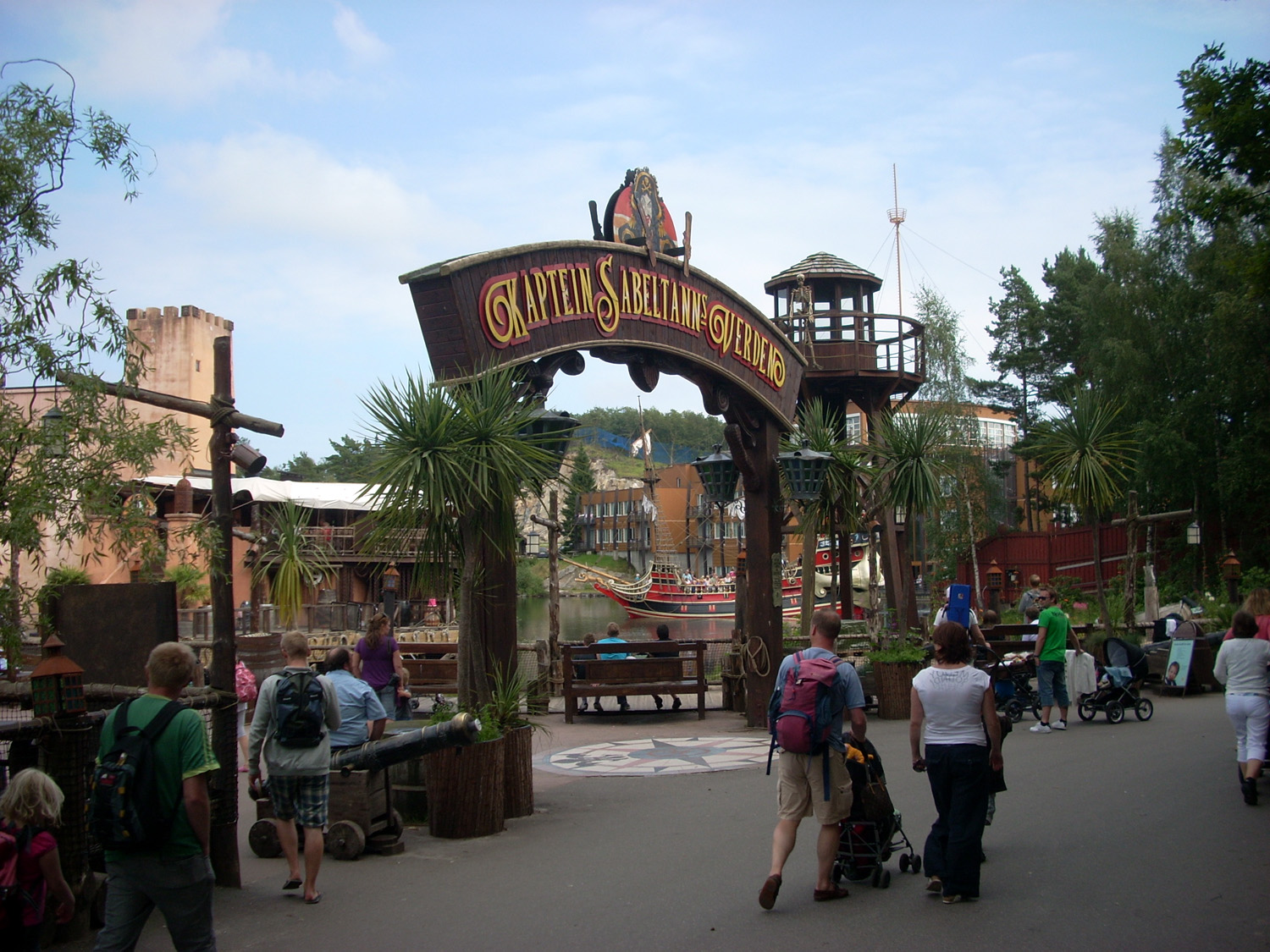
Una atracció al parc zoològic de Kristiansand.

El Bragdøya Blues Festival té lloc al juny, el Dark Season Festival a l'octubre, i a l'abril se celebren el festival Cultural Night i el Festival Internacional de Cinema Infantil. També hi ha una activa escena musical. L'Orquestra Simfònica de Kristiansand va ser fundada el 2003 després de la fusió d'altres agrupacions musicals. S'espera que la nova sala de concerts, Kilden, quedi acabada en 2011; fins llavors, els principals escenaris de concerts són el Teatre d'Agder i la catedral de Kristiansand.
El Museu d'Art de Sørlandet, al centre de Kristiansand, va ser inaugurat el 1995 a l'edifici que fins a 1970 va ser la seu de l'escola catedralícia. És el segon museu regional d'art de Noruega; inclou un ampli programa d'exposicions permanents i temporals d'arts visuals i artesanies. La seva administració és responsabilitat del govern municipal i de la Galeria d'Arts Visuals de Kristiansand.
El Parc zoològic de Kristiansand (Kristiansand Dyrepark) se situa a l'orient del centre de la ciutat. A més de la seva col·lecció zoològica, és un parc de diversions que té el mèrit de ser la major atracció turística de la ciutat i la segona més gran de Noruega, després de Holmenkollen, a Oslo.
La fundació conrea és una organització governamental finançada en gran part de la venda d'accions de l'empresa paraestatal Agder Energy Ltd Conrea beneficia la població de Kristiansand invertint en projectes culturals.

### Educació

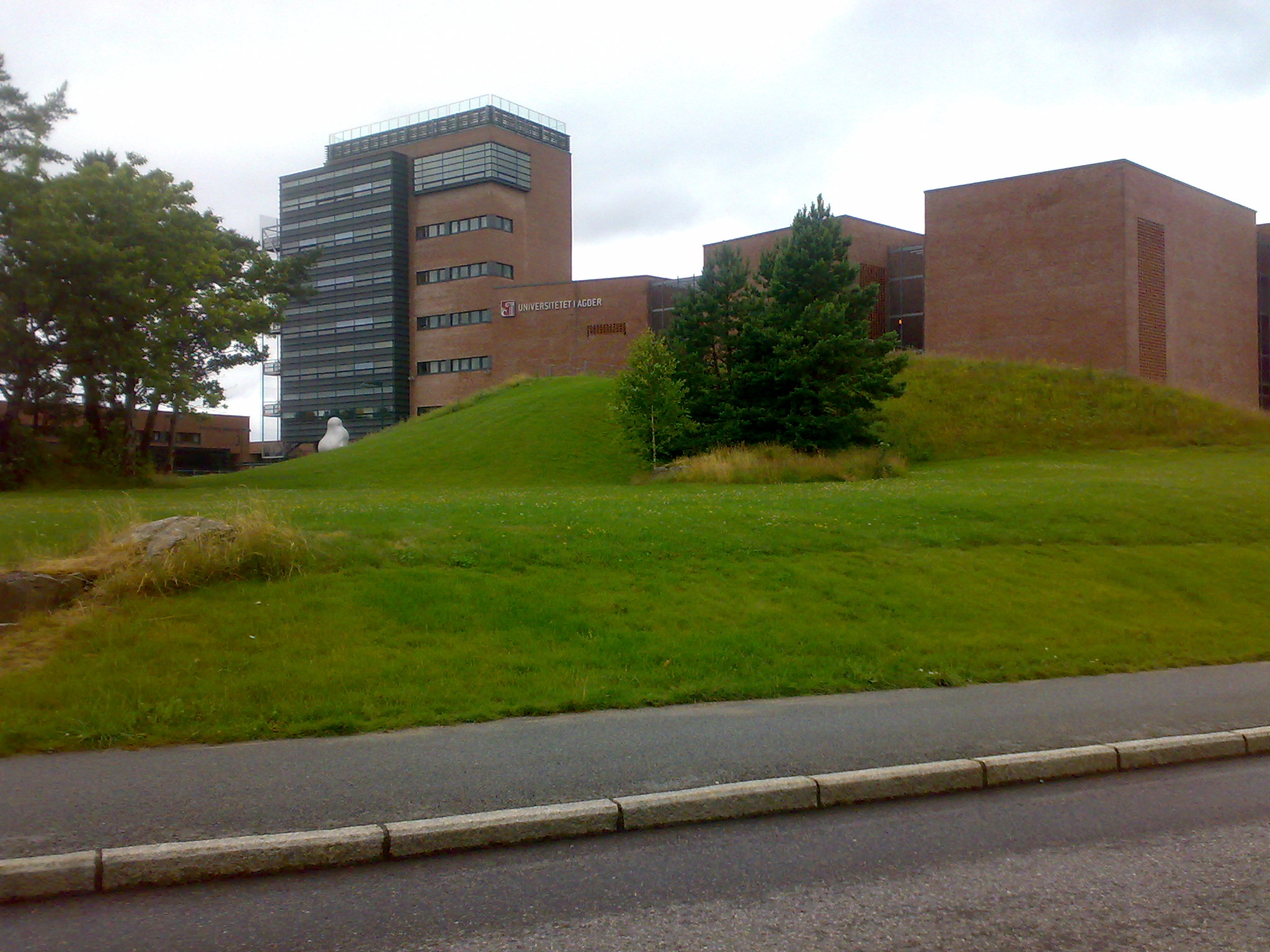
La Universitat d'Agder.

Kristiansand va obtenir privilegi de seu episcopal el 1682 i per això va comptar amb una escola catedralícia a partir del 1684. El 1734 es va inaugurar una escola llatina a la ciutat. Ambdues institucions es van fusionar en una sola -l'actual Escola Catedralícia de Kristiansand- a la dècada de 1970, que des de llavors ocupa modernes instal·lacions als afores de la ciutat.
Altres escoles públiques d'ensenyament secundari són l'Escola Secundària de Kvadraturen (Kvadraturen Videregaende Skole) i l'Escola Secundària de Vågsbygd (Vågsbygd Videregaende Skole). Una important escola de caràcter privat és l'Escola Secundària Marítima de Sørlandet (Sørlandets maritime Videregaende Skole).
El Col·legi Universitari d'Agder va ser fundat a Kristiansand el 1969 com l'escola d'ensenyament superior de la regió de Sørlandet. El 2007 va rebre estatus d'universitat i va ser re-anomenada com a Universitat d'Agder (Universitetet i Agder). La universitat té una matrícula aproximada de 8.500 estudiants.

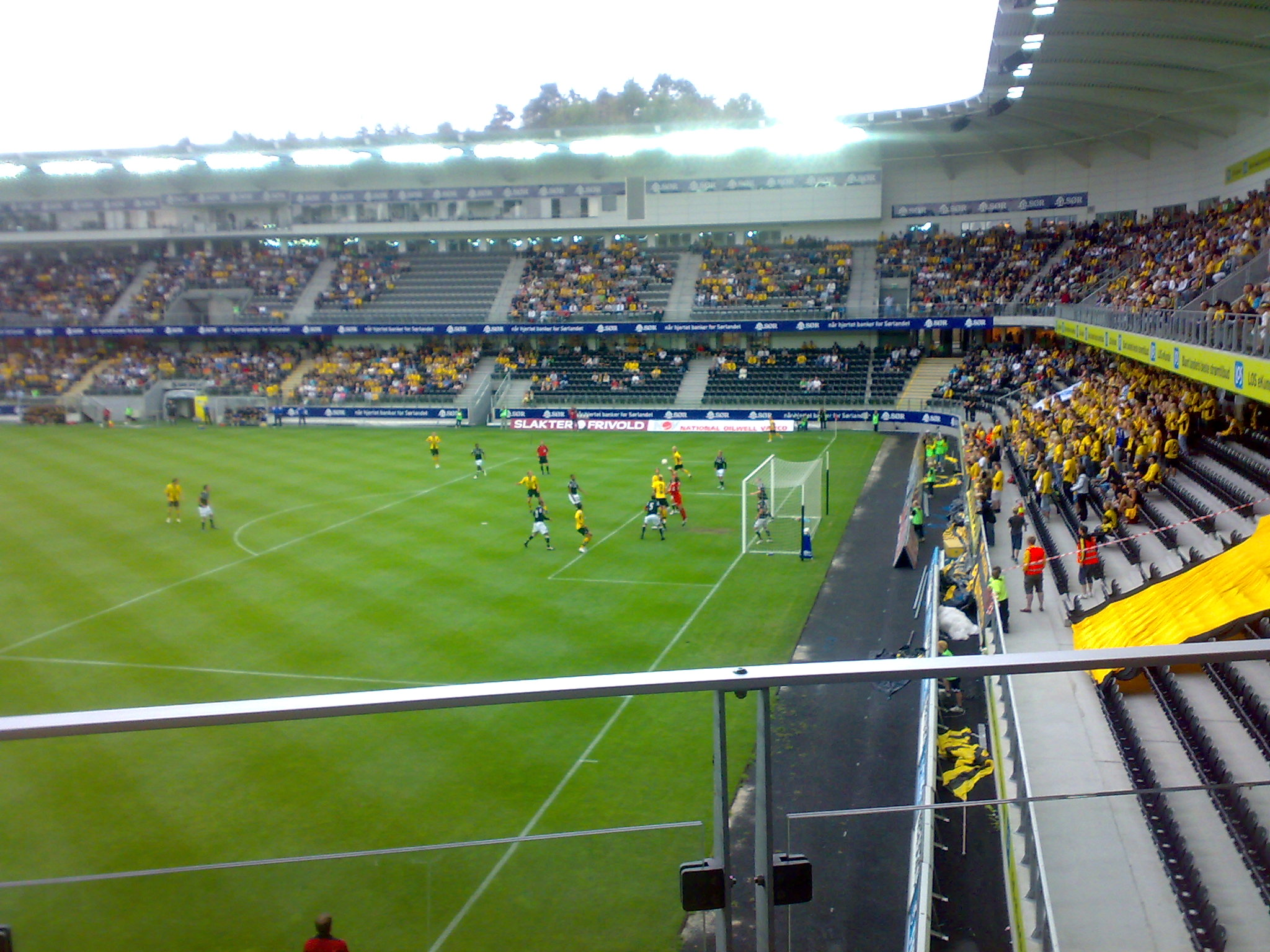
Un partit de l'IK Start el 6 de juliol de 2008, a l'estadi Sør Arena.

El seu campus principal està localitzat al barri de Lund, a l'orient de la ciutat, però també hi ha un campus d'estudis tècnics en el municipi de Grimstad. Els programes d'estudi de la universitat inclouen negocis i economia, enginyeria i tecnologia, humanitats, matemàtiques, infermeria, educació de mestres, i belles arts.
Kristiansand és també seu d'un dels campus de l'Escola Superior de Comerç BI (Handelshøyskolen BI), una prestigiosa institució privada de Noruega, i de l'Escola Superior de Comunicació Gimlekollen (Mediehøgskolen Gimlekollen), que ofereix estudis de grau en periodisme i comunicació.

### Esports
El club de futbol més conegut de la ciutat és l'IK Start, que participa en la divisió major de Noruega (Tippeligaen). Fins al 2006 el club va tenir la seva seu al Kristiansand Stadion, però des de la temporada 2007 va traslladar les seves activitats a un nou i modern estadi, el Sør Arena.
També destaquen clubs d'altres esports, com handbol (KIF i VAG Vipers), bàsquet (Kristiansand Pirates), i voleibol (Grim VBK).

## Transports

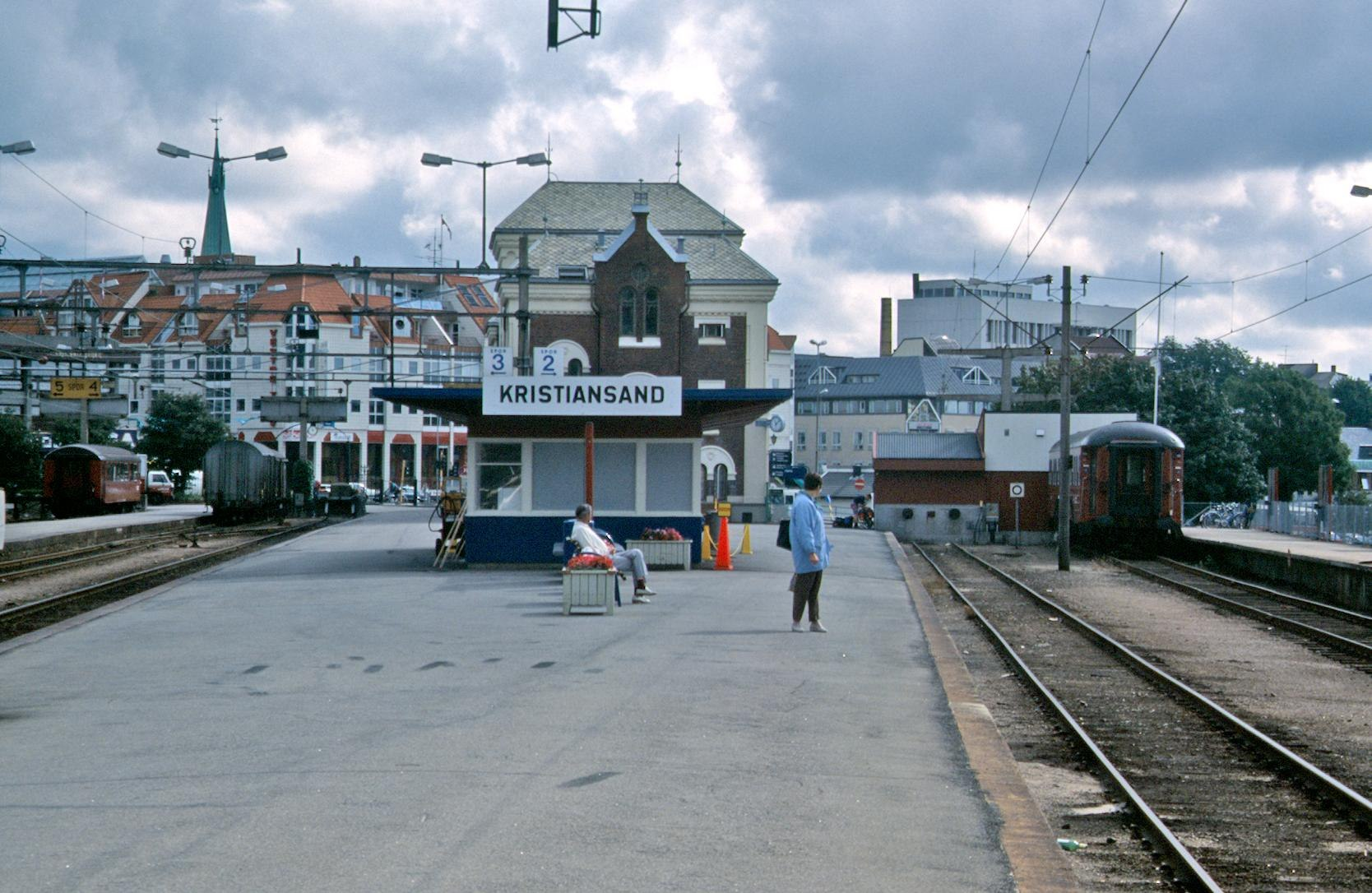
L'estació ferroviària de Kristiansand.

L'estació ferroviària de Kristiansand va ser oberta el 1895 com a terminal de la Setesdalsbanen (Línia de Setesdal), una línia de 78 km que unia la ciutat amb el poble de Byglandsfjord (Bygland). Actualment la Setedalsbanen té una funció només turística.

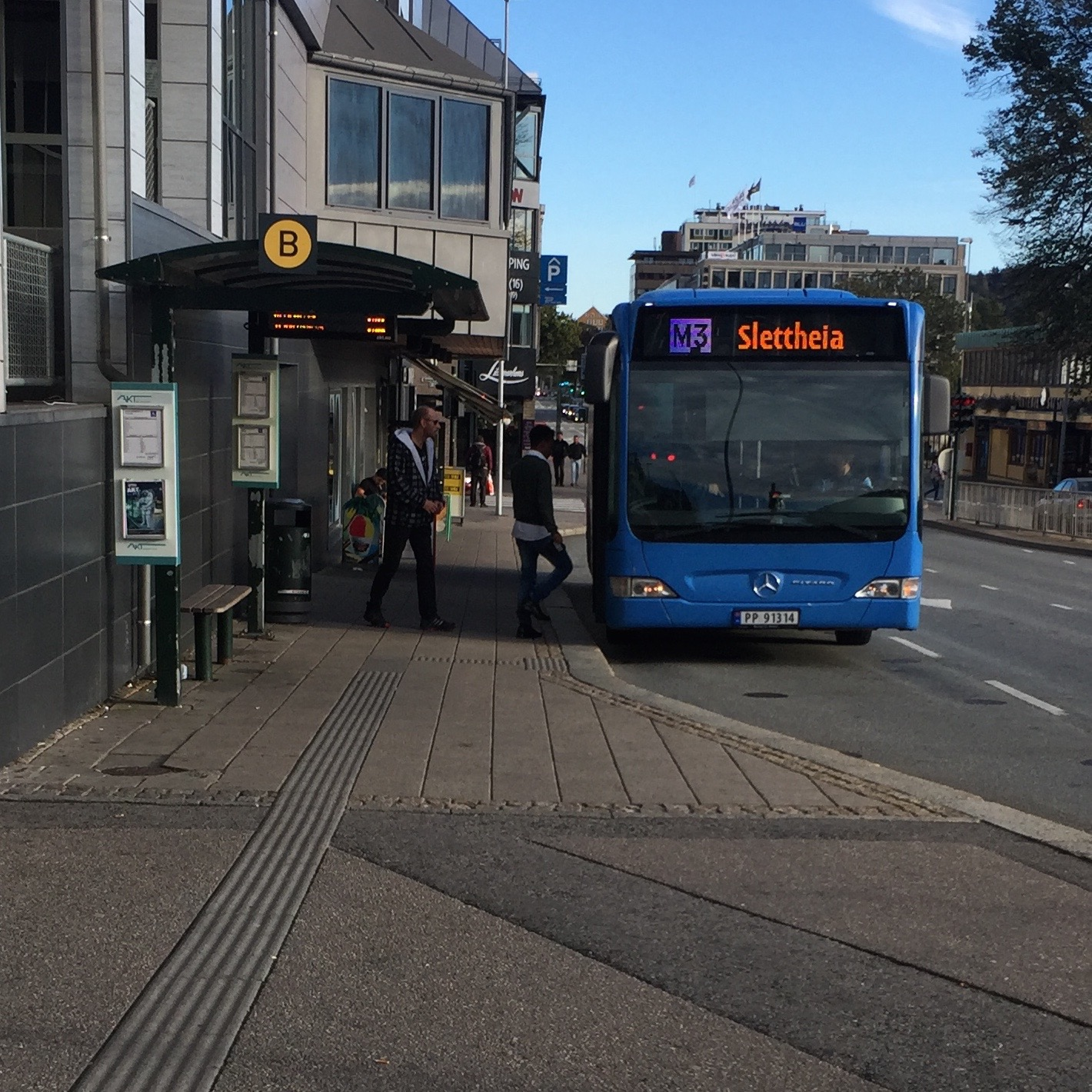
Un autobús urbà de Kristiansand al carrer Vestre Strandgate.

A partir del 1938 Kristiansand es va comunicar via ferroviària amb Oslo a través de la Sørlandsbanen (Línia de Sørland) i el 1943, gràcies a una expansió de la línia, amb Stavanger. En direcció a Oslo, l'autobús és una bona alternativa al tren.
La ruta europea 18 és una carretera que inicia la seva etapa escandinava a Kristiansand, i connecta a la ciutat amb Oslo i Estocolm. La ruta europea 39 enllaça Trondheim amb Kristiansand. D'aquí es connecta per mitjà de transbordador amb Hirtshals, Dinamarca, on continua fins Aalborg. La ruta Nacional 9 de Noruega condueix al nord per la vall de Setesdal a Hardangervidda.
Les empreses Color Line i Fjord Line ofereixen servei de transbordadors entre Kristiansand i Hirsthals, l'únic enllaç per transbordador que té Kristiansand. Anteriorment DFDS oferia viatges de Kristiansand a Newcastle upon Tyne i a Göteborg, però va deixar de fer-ho la tardor de 2006, i Master Ferries connectava la ciutat amb Hantsholm, Dinamarca, de 2005 a 2008, quan es va fusionar amb la Fjord Line.
L'Aeroport de Kristiansand-Kjevik se situa a 16 km de distància del centre de la ciutat. Les diferents línies que operen són SAS (Oslo), Widerøe (Bergen, Stavanger, Trondheim i Copenhaguen), Norwegian Air Shuttle (Oslo i Bergen), Wizz Air (Gdansk) i KLM (Amsterdam). Hi ha a més serveis de vols xàrter. L'aeroport s'enllaça per mitjà d'autobusos amb les properes d'Arendal, Grimstad i Lillesand.
|  | Aeroport                        | Codi IATA | Codu OACI |
|  | ------------------------------- | --------- | --------- |
|  | Aeroport de Kristiansand-Kjevik | KRS       | ENCN      |

## Fills il·lustres
- Henrik Wergeland (1808-1845). Escriptor.
- Camilla Collett (1813-1865). Escriptora.
- Jørgen Løvland (1848-1922). Primer ministre.
- Bernt Balchen (1899-1973). Geògraf polar i pioner de l'aviació.
- Jens Bjørneboe (1920-1976). Escriptor.
- Øystein Lønn (1936). Escriptor.
- Rolf Løvland (1955). Compositor.
- Karl Ove Knausgård (1968). Escriptor.
- Mette-Marit Tjessem Høiby (1973). Princesa hereva de Noruega.
- Andreas Thorkildsen (1982). Atleta de llançament de jabalina.
- Ole Gunnar Solskjær (1973). Ex-futbolista i actual entrenador del Molde F.K.
- Gerhard Schjelderup (1859-1963) compositor d'òpera.

## Ciutats agermanades
Kristiansand manté una relació d'agermanament amb les següents localitats:
| - Gdynia, Polònia - Hjørring, Dinamarca - Kerava, Finlàndia - Letchworth, Regne Unit - Münster, Alemanya | - Orleans, França - Rajshahi, Bangladesh - Reykjanesbær, Islàndia - Trollhättan, Suècia - Walvis Bay, Namíbia |